# Obras cumbres (álbum de Invisible)
Obras Cumbres es un álbum recopilatorio de las canciones más representativas de la carrera de las bandas argentinas Invisible y Pescado Rabioso. 
El set de dos CD fue lanzado al mercado en 2001 por Sony Music en conjunto con todas las discográficas que habían editado los discos de los grupos durante toda su carrera. El álbum se compone de dos CD, en uno de ellos se encuentran los grandes éxitos de Invisible, y en el otro, las mejores canciones de la banda Pescado Rabioso.

## Lista de temas
CD 1 (Pescado Rabioso)
1. Blues de Cris
2. Dulce 3 nocturno
3. Algo flota en la laguna
4. Me gusta ese tajo
5. Como el viento voy a ver
6. Nena boba
7. Credulidad
8. Mi espíritu se fue
9. La cereza del zar
10. Cristálida
11. Despiertate Nena
12. Post-Crucifixion
13. Todas las hojas son del viento
14. Cementerio Club
15. Por
16. Cantata de puentes amarillos
17. Bajan

CD 2 (Invisible)
1. Elementales Leches
2. Jugo de lúcuma
3. El Diluvio y la Pasajera
4. Suspensión
5. Lo Que Nos Ocupa Es Esa Abuela, La Conciencia Que Regula El Mundo
6. Encadenado al Anima
7. Durazno Sangrando
8. Dios de la Adolescencia
9. El anillo del Capitán Beto
10. Los libros de la buena memoria
11. Que ves el cielo
12. Ruido de Magia
13. Las Golondrinas de Plaza de Mayo

## Músicos de Pescado Rabioso
Etapa Desatormentándonos (1972)
- Black Amaya - Batería
- Osvaldo Frascino - Bajo, voz y guitarra
- Luis Alberto Spinetta - Guitarras y voces

Etapa Pescado 2 (1973)
- Luis Alberto Spinetta: guitarras y voces.
- Carlos Cutaia: órgano Hammond y piano.
- David Lebón: bajo, guitarras y voces.
- Black Amaya: batería.

Etapa Artaud (1973)
- Luis Alberto Spinetta: Guitarras, Maracas, Platillos, Piano y voz.
- Carlos Gustavo Spinetta: Batería
- Rodolfo García: Batería, Cencerro y coros
- Emilio del Guercio: Bajo y coros

## Músicos de Invisible
Etapa Invisible (1974) y Durazno Sangrando (1975)
- Carlos Alberto "Machi" Rufino: Bajo.
- Héctor "Pomo" Lorenzo': Batería.
- Luis Alberto Spinetta: Guitarra y voz.

Etapa El jardín de los presentes (1976)
- Carlos Alberto "Machi" Rufino: Bajo.
- Héctor "Pomo" Lorenzo: Batería.
- Luis Alberto Spinetta: Guitarra y voz.
- Tomás Gubitsch: Guitarra.

- Datos: Q6048113